# Eländesindex
Eländesindex (engelska misery index) är ett informellt mått på den ekonomiska situationen. Det introducerades av den amerikanske nationalekonomen Arthur Okun och beräknas som summan av den relativa arbetslösheten och inflationen. 
Måttet var särskild populärt under 1970-talet och tidigt 1980-tal då oljekriserna 1973 och 1979 bidrog till att många industriländer drabbades av samtidigt hög inflation och arbetslöshet. Inflationen och arbetslösheten tenderar att röra sig i motsatt riktning under en konjunkturcykel, vilket bidrar till att minska variationen i eländesindex. Oljekriserna var dock så kallade utbudschocker, där de kraftigt stegrade oljepriserna gav en inflationsimpuls samtidigt som arbetslösheten ökade. För många länder nådde eländesindex därför sina hittills högsta nivåer sedan andra världskriget efter den andra oljekrisen.
Jimmy Carter använde eländesindex under valkampen mot den sittande presidenten Gerald Ford år 1976. Efter den andra oljekrisen sköt särskilt inflationen i höjden och taktiken vändes mot Carter under valkampen mot Ronald Reagan år 1980.